# Pablo Cavallero
Pablo Oscar Cavallero Rodríguez (Lomas de Zamora, 1974. április 14. –) argentin válogatott labdarúgó. Nyolc éven keresztül szerepelt Spanyolországban, három különböző klubban, mint kapus.

## Pályafutása

### Klubcsapatokban
Pályafutása során játszott a Vélez Sarsfield, Unión Santa Fe, Espanyol, Celta Vigo és a valenciai Levante UD együttesében.
A Celta Vigo együttesében 2002/03-as idényben megnyerte a Ricardo Zamora Trophy-t, mivel sikerült elérniük a UEFA Bajnokok Ligája érő helyig a bajnokságban . 34 mérkőzésen 27 gólt kapott a szezon során.
2009-ben, 35 évesen vonult vissza az uruguay-i első osztályban szereplő Club Atlético Peñarol csapatából.

### Válogatottban
Cavallero 26 alkalommal játszott az Argentin válogatottban. Nyolc éven keresztül volt válogatott. Részt vett az 1996-os nyári olimpiai játékokon, ahol ezüst érmet szereztek, az 1998-as és a 2002-es Labdarúgó-világbajnokságon.

## Sikerei, díjai

### Klub
- Vélez:
  - Argentin bajnokság: 1996, 1998
  - South American Supercup: 1996
  - South American Winners' Cup: 1997
- Espanyol:
  - Spanyol kupa: 1999–00
- Celta:
  - UEFA Intertotó Kupa: 2000

#### A válogatottban
- Nyári olimpiai játékok ezüstérmes: 1996

### Egyéni
- Ricardo Zamora Trophy: 2002–03